# Суперкубок Бельгии по футболу 2023
Суперкубок Бельгии по футболу 2023 (нидерл. Belgische Supercup 2023) — 44-й розыгрыш Суперкубка Бельгии, в котором встречались чемпион страны сезона 2022/23 «Антверпен» и финалист Кубка Бельгии 2022/23 «Мехелен». Встреча состоялась 23 июля 2023 года в Антверпене, на стадионе «Босёйлстадион».

## Отчёт о матче
| Антверпен                                                                   | 1:1     | Мехелен                                                            |
| --------------------------------------------------------------------------- | ------- | ------------------------------------------------------------------ |
| Баликвиша 9′                                                                | (отчёт) | Де Лат 78′ (авт.)                                                  |
| Пенальти                                                                    |         |                                                                    |
| - Вайнз - Иленихена - Ван Ден Босх - Вермерен - Алдервейрелд - Бюте - Скотт | 5:4     | - Схофс - Мрабти - Ванлерберге - Лаубербах - Сторм - Нгой - Лаваль |